# Possum Kingdom (Toadies)
Possum Kingdom is een single van de Amerikaanse alternatieve rockgroep Toadies uit 1995. Het nummer is afkomstig van hun debuutalbum Rubberneck uit 1994 en is de enige grote hit van de groep; de single bereikte in eigen land de top 10 van zowel de Hot Modern Rock Tracks als de Hot Mainstream Rock Tracks.

## Achtergrond
De tekst werd geschreven door zanger Vaden Todd Lewis en wordt vaak verkeerd geïnterpreteerd als een verhaal over een vampier of over een verkrachting. In werkelijkheid werd het nummer geschreven als een vervolg op het lied I Burn van hetzelfde album, waarin een lid van een sekte zichzelf verbrandt om zich naar een hogere werkelijkheid te begeven. In rookvorm dwaalt hij eenzaam over Possum Kingdom, een meer in Texas ten westen van Fort Worth, en probeert hij een ander te verleiden om zijn voorbeeld te volgen. Naar eigen zeggen heeft Todd Lewis in de omgeving gewoond en heeft hij als jongen langs het meer gedwaald.
Possum Kingdom wordt gespeeld in afwisselende maatsoorten. In het couplet wordt herhaaldelijk afgewisseld van een 7/4-maat naar een 8/4-maat.
Het lied zit inbegrepen bij de Xbox 360-versie van het computerspel Guitar Hero II.

## Nummers
Alle muziek en teksten zijn geschreven door Vaden Todd Lewis. 
| Nr. | Titel                         | Duur |
| --- | ----------------------------- | ---- |
| 1.  | Possum Kingdom (Edit Version) | 4:11 |
| 2.  | Possum Kingdom (LP Version)   | 5:08 |